# شین ئه
شین ئه (انگلیسی: Shin Ae؛ زادهٔ ۱۳ مارس ۱۹۸۲) بازیگر، و بازیگر سینما اهل کره جنوبی است.